# Dirtyphonics
Dirtyphonics est un groupe de musique électronique français, originaire de Paris, composé de Charly et de Pitchin.

## Biographie

### Formation et débuts (2004—2012)
Le groupe Dirtyphonics s'est formé en 2004, il était à cette époque constitué de Charly, Thomas et Pho. En 2008, Pitchin rejoint le groupe. Leurs influences incluent Daft Punk et Pendulum, également des groupes de heavy metal tels Korn et Metallica ; « la plupart d’entre nous étaient dans des groupes de metal » rappelle Charly lors d'une interview. Ils veulent traduire l’énergie de leur période métal dans la musique électronique : « Notre son se doit d’être puissant, impactant et précis. Depuis que nous avons commencé, nous voulons faire quelque chose de nouveau, on adore repousser nos limites ».
En 2008, le groupe signe avec le label du producteur de drum and bass Shimon, AudioPorn Records. Ils sortent leur premier single cette année-là : « French F**k » qui s’installe en tête des charts Beatport pendant plusieurs semaines. Les douze singles qui suivirent viendront conforter leur ascension fulgurante en se plaçant à chaque fois dans le top 10 des charts Beatport. Leurs remixes ont également grandement contribué à leur succès, avec des remixes d’artistes célèbres tels Skrillex, The Bloody Beetroots, Benny Benassi, Excision, Borgore, Nero et Linkin Park. Fin 2013, Thomas quitte le groupe pour se concentrer sur des projets artistiques personnels sous le nom de « Matheo de Bruvisso » (c’est une anagramme de son vrai nom).

### IrreverenceetWrite Your Future(2013—2015)
En 2009, ils sont élus « meilleurs nouveaux DJ’s » aux Drum&BassArena Awards,. Ils ont ensuite durant les trois années qui suivirent rempli des shows tous complets aux côtés d’artistes comme Skrillex, Knife Party, Steve Aoki et DJ Snake. Après avoir collaboré avec de nombreux labels tels RAM Records, mau5trap, Warner Bros Records, Sony Music et  Ultra Music, ils signent finalement chez Dim Mak en 2012, le label de dance de Steve Aoki. En mars 2013, ils sortent sur ce label Irreverecence, leur premier album. L’album mélange heavy bass music, drum and bass, dubstep, et electro. Sur cet album y figure des collaborations avec Modestep, Leila Moss, Steve Aoki ainsi que Foreign Beggars.
En 2014, le groupe continue d’enchaîner les festivals de dance music aux États-Unis et en Europe tout en sortant de nombreux morceaux. En février 2015 sort l'EP Write Your Future qui inclut des collaborations avec 12th Planet, Trinidad James, UZ, Matt Rose et Julie Hardy. La même année sort le single Anonymous en hommage à leurs racines drum and bass.

### DeNight RideàWhat The French(depuis 2017)
Ils sortent l’EP Night Ride en février 2017, qu’ils décrivent comme un mélange de multiples influences pour en faire quelque chose de nouveau, cet EP inclus une collaboration avec le DJ/producteur Virtual Riot et le rappeur Example. Ils sortent un deuxième EP la même année en octobre : Vantablack, en collaboration avec le DJ/producteur de dubstep Sullivan King. Cet EP est cette fois-ci beaucoup plus orienté heavy dubstep avec beaucoup d’éléments de metal, à l’image du style de prédilection de Sullivan King. L’adoption pour un format plus court que l’album n’est pas anodine, ils jugent en effet que le format long de l’album est dépassé car moins en adéquation avec la manière qu’a le public de consommer de la musique aujourd'hui.
Après avoir sorti Rise from the Dead en début d'année, le duo signe avec le label de dubstep Disciple en mai 2019, et sort par la même occasion leur premier EP sur le label intitulé Scars. Les quatre morceaux marquent un changement de sound design par rapport à ce qu'ils ont pu sortir auparavant, avec une signature sonore encore plus heavy que les précédents EP[réf. nécessaire]. Ils continueront ensuite dans cette lignée avec la collaboration avec SampliFire In Your Skull notamment ainsi que Gasoline, toujours sur Disciple. Ils sortent ensuite l' EP What The French qui a la particularité de comprendre une collaboration avec un DJ/producteur français de dubstep sur chaque morceau afin de mettre en avant la bass music française.

## Discographie

### EP
| Année | Titre | Label      | EP                                               |
| ----- | --- | ---------- | ------------------------------------------------ |
| 2015  | - Power Now ft. Matt Rose - Hustle Hard ft. UZ & Trinidad James - Freefall ft. 12th Planet & Julie Hardy - Since You've Been Gone ft. Matt Rose | Dim Mak    | Write Your Future                                |
| 2017  | - Night Ride - Beat Dem Up ft. Virtual Riot - #Lost In Your Love ft. Example                                                                    | Buygore    | Night Ride                                       |
| 2017  | - Vantablack - Navigator - Roam - Sight of Your Soul - Timbale - Hammer                                                                         | Monstercat | Vantablack (en collaboration avec Sullivan King) |
| 2019  | - Deconstruction - Last Stand ft. PhaseOne - Trauma - No Mercy                                                                                  | Disciple   | Scars                                            |
| 2022  | - Molitor ft. Samplifire - Pantheon ft. Ecraze - Haxo ft. Graphyt - Bastille ft. Ivory                                                          | Disciple   | What The French                                  |

### Singles
| Année | Titre | Label           |
| ----- | --- | --------------- |
| 2008  | French F**k                                                                                                | AudioPorn       |
| 2008  | Bonus Level                                                                                                | AudioPorn       |
| 2009  | Teleportation                                                                                              | AudioPorn       |
| 2009  | Glow | AudioPorn       |
| 2009  | Vandals | AudioPorn       |
| 2009  | Lottery | AudioPorn       |
| 2009  | Quarks | AudioPorn       |
| 2009  | The Secrets (feat Tali) (utilisé comme générique de l'émission Fantasy Factory sur Extreme Sports Channel) | AudioPorn       |
| 2011  | Oakwood | Dim Mak         |
| 2011  | Tarantino                                                                                                  | Dim Mak         |
| 2011  | Lost In The Game (feat Tali)                                                                               | AudioPorn       |
| 2011  | City Kids                                                                                                  | Dim Mak         |
| 2012  | Dirty (remixé par 12th Planet, Darth & Vader, Metrik, Nicolas Malinowsky, Synchronice)                     | Dim Mak         |
| 2012  | I Need Your Love                                                                                           |                 |
| 2013  | Walk In The Fire (remixé par Schoolboy et Culprate)                                                        | Dim Mak         |
| 2014  | Where Are You Know (feat Zeds Dead & Bright Lights)                                                        |                 |
| 2015  | Anonymous                                                                                                  |                 |
| 2015  | Hoverboard                                                                                                 |                 |
| 2016  | Neckbreaker (feat Funtcase)                                                                                | Circus Records  |
| 2016  | Holy Sh!t                                                                                                  | Dim Mak         |
| 2017  | Boombox | Dim Mak         |
| 2017  | Watch Out (feat Bassnectar & Ragga Twins)                                                                  | Monstercat      |
| 2017  | Got Your Love (feat Riot)                                                                                  | Monstercat      |
| 2018  | Sayonara                                                                                                   | Monstercat      |
| 2018  | Scorpion                                                                                                   | Rampage Records |
| 2019  | Rise From The Dead                                                                                         | Disciple        |
| 2019  | In Your Skull (feat Samplifire)                                                                            | Disciple        |
| 2019  | Evil Inside (feat Bossfight)                                                                               | Monstercat      |
| 2020  | Dark Elixir                                                                                                | Disciple        |
| 2021  | Gasoline                                                                                                   | Disciple        |

### Remixes
| Année | Titre                                                                   | Label              |
| ----- | ----------------------------------------------------------------------- | ------------------ |
| 2006  | Aki & Ody-C - Reggaetronik                                              | Deviant Tracks     |
| 2010  | Benny Benassi feat T-Pain - Electro Man                                 | Ultra Records      |
| 2010  | The Bloody Beetroots - Warp                                             | RCRD LBL           |
| 2010  | Shockone - Polygone                                                     | Viper Recordings   |
| 2011  | Nero - Me and You                                                       | MTA Records        |
| 2011  | Krafty Kuts feat. Dynamite MC - Pounding                                | Instant Vibes      |
| 2011  | Dan Sena feat. Del the Funky Homosapien & Kylee Swenson - Song Of Siren | Dim Mak            |
| 2011  | Skrillex - Scary Monsters And Nice Sprites                              | Neon Records       |
| 2011  | The Crystal Method - Play For Real                                      | Tiny e Music       |
| 2011  | Shimon - The Shadow Known                                               | RAM Records        |
| 2011  | Does It Offend You, Yeah? - Wondering                                   | Instant Vibes      |
| 2012  | Foreign Beggars - Apex                                                  | mau5trap           |
| 2012  | Marilyn Manson - Slo-Mo-Tion                                            | Cooking Vinyl      |
| 2012  | Krewella - Killin It                                                    | Krewella Music     |
| 2012  | Excision & Datsik - Deviance                                            | mau5trap           |
| 2012  | 12th Planet & Flinch - The End Is Near Part 1                           | Smog Records       |
| 2013  | Linkin Park - Lies Greed Misery                                         | Warner Bros Record |
| 2013  | Steve Aoki & Rune RK - Bring You To Life (feat Ras)                     | Dim Mak            |
| 2013  | Kaskade & Project 46 - Last Chance                                      | Ultra Records      |
| 2014  | Le Castle Vania - Disintegration                                        | mau5trap           |
| 2015  | Steve Aoki - Neon Future (feat Luke Steele)                             | Ultra Records      |
| 2016  | Skrillex & Alvin Risk - Try It Out                                      | Owsla              |
| 2016  | The Chainsmokers - Closer (feat Halsey)                                 |                    |
| 2017  | Zeds Dead & Diplo - Blame (feat Elliphant)                              | Deadbeats Records  |
| 2020  | PhaseOne - Break Em                                                     | Disciple           |
| 2021  | Evil Inside VIP                                                         | Monstercat         |

### Clips
- DIRTY

### Concerts
- Dirtyphonics LIVE @ Jungle Juice 2008
- Dirtyphonics LIVE @ Solidays
- Dirtyphonics LIVE @ Jungle Juice 2010

### Tournées
- DeadMeat Tour - 2012
- Some More Riots - Summer 2011
- French Do It Better - North American Tour 2010 Episode 1/4

## Récompenses
- Meilleurs nouveaux producteurs (Drum&BassArena Awards 2009)[6]